# Rechtenbach (Schweigen-Rechtenbach)
Rechtenbach ist mit rund 620 Einwohnern der kleinere Ortsteil der im rheinland-pfälzischen Landkreis Südliche Weinstraße liegenden Ortsgemeinde Schweigen-Rechtenbach.

## Lage
Rechtenbach liegt im nördlichen Gemeindegebiet und ist fast komplett von Weinbergen der Region Weinstraße umgeben. Im östlichen Teil der Gemarkung an der Grenze zu Schweighofen befindet sich der 206 Meter hohe Wacholderberg. Nordwestlich erstreckt sich der Obere Mundatwald, wie der äußerste Südosten des Pfälzerwaldes genannt wird. In diesem Bereich liegen der 312 Meter hohe Wachtberg und die 402 Meter hohe Steinbühl. Die Südostflanke des 503 Meter hohen Schloßbergs der Burg Guttenberg befindet sich ebenfalls auf der Rechtenbacher Gemarkung. Baulich ist er mit dem Ortsteil Schweigen zusammengewachsen. Zu Rechtenbach gehören unter anderem die Friedhofstraße, die Kirchstraße, die Schulstraße und die Talstraße. Mitten durch das Siedlungsgebiet verläuft in Ost-West-Richtung der Rußbach, ein orographisch linker Nebenfluss der Lauter. Der Otterbach streift den nördlichen Rand der Gemarkung. Der Bereich unmittelbar nördlich der Bebauung bildet zudem das Naturschutzgebiet Haardtrand – Am Wachtberg.

## Geschichte
Im Mittelalter gehörte der Ort zu den Ländereien des Klosters Weißenburg. Von 1798 bis 1814, als die Pfalz Teil der Französischen Republik (bis 1804) und anschließend Teil des Napoleonischen Kaiserreichs war, war Rechtenbach in den Kanton Bergzabern eingegliedert. 1815 wurde der Ort Österreich zugeschlagen. Bereits ein Jahr später  wechselte der Ort in das Königreich Bayern. Von 1818 bis 1862 war der Ort Bestandteil des Landkommissariat Bergzabern, das anschließend in ein Bezirksamt umgewandelt wurde.
1928 hatte Rechtenbach 733 Einwohner, die in 173 Wohngebäuden lebten. Die Katholiken gehörten seinerzeit zur Pfarrei von Bergzabern, die Protestanten zu derjenigen von Schweigen-Rechtenbach. 1939 wurde der Ort in den Landkreis Bergzabern eingegliedert. Nach dem Zweiten Weltkrieg wurde Rechtenbach innerhalb der französischen Besatzungszone Teil des damals neu gebildeten Landes Rheinland-Pfalz. Im Zuge der ersten rheinland-pfälzischen Verwaltungsreform wurde der Ort am 7. Juni 1969 mit der Nachbargemeinde Schweigen zur Gemeinde Schweigen-Rechtenbach zusammengelegt. Gleichzeitig wechselte die neue Gemeinde in den ebenfalls neu geschaffenen Landkreis Landau-Bad Bergzabern, der 1978 in Landkreis Südliche Weinstraße umbenannt wurde.

## Infrastruktur
Rechtenbach ist ein Winzerort. Als Mitte der 1870er Jahre der Bahnhof Kapsweyer an der seit 1855 bestehenden Pfälzischen Maximiliansbahn eröffnet wurde, war dieser im Güterverkehr ebenso für Rechtenbach zuständig. Die Deutsche Weinstraße, die in diesem Bereich mit der Bundesstraße 38 identisch ist, streift den südöstlichen Siedlungsrand. Der Ort ist über die Buslinie 543, die die beiden Bahnhöfe Bad Bergzabern und Wissembourg miteinander verbindet, an das Nahverkehrsnetz angeschlossen. Vor Ort existieren insgesamt acht Objekte, die unter Denkmalschutz stehen. Früher befand sich in Ort außerdem eine Schule.

## In Rechtenbach geboren
- Maria Salomea Schweppenhäuser (1755–1833), Hofdame